# Department of Internal Affairs
Das Department of Internal Affairs, in Maori Te Tari Taiwhenua und vor 1907 Colonial Secretary's Office genannt, ist ein Public Service Department (Behörde des öffentlichen Dienstes) in Neuseeland, das für Angelegenheiten des Inneren zuständig ist.

## Aufgaben
Zu den Aufgaben der Behörde gehören heute die Verwaltung des Nationalen Archivs des Landes (Archives New Zealand), der National Library of New Zealand, des Personenidentifikationsservices RealMe, der Internet-Domain-Registrierung, des Open Data Directory, des New Zealand Government Web Toolkit, der Kommunalwahlen, des VIP Transport Service, der nationalen Hunde-Datenbank, der Lizenzierung von privaten Sicherheitsdiensten und ähnlichem und der öffentlichen Anfragen und Anfragen der Regierung. Des Weiteren liefert die Behörde Dienste zu Registrierungen von Geburten, Toden und Heiraten, zum Passservice, kümmert sich um die Verbesserungen der öffentlichen Dienste, bietet Übersetzungsdienste in mehreren Sprachen, ist zuständig für die Gestaltung und Organisation von offiziellen Besuchen und das Abhalten von Zeremonien, und ist der Herausgeber der New Zealand Gazette, um hier einige der wichtigsten Aufgaben zu nennen.

## Struktur
Das Department of Internal Affairs ist in folgende Organisationsbereiche untergliedert:
- Policy, Regulation and Communities (PRC) – Richtlinien, Regelwerk und Gemeinschaften
- Service and System Transformation (SST) – Dienstleistung, System-Umgestaltung
- Information & Knowledge Services (IKS) – Informations und Wissens-Dienstleistungen
- Service Delivery & Operations (SDO) – Lieferung von Dienstleistungen und operatives Geschäft
- Strategy & Governance (S&G) – Strategie und Führung
- Shared Services (SSB) – Gemeinsam genutzte Dienste

## Geschichte
Als Neuseeland mit der Unterzeichnung des Vertrags von Waitangi zu einer britischen Kolonie wurde, war es das Colonial Secretary's Office, oder auch Office of Colonial Affairs genannt, das als erste Behörde in der neuen Kolonie gegründet wurde. Seine Aufgaben bestand zu Anfang darin, Geburten, Tode und Heiraten zu registrieren, Ausländer einzubürgern, Statistiken zu erstellen, Gefängnisse zu verwalten, Auktionatoren zu lizenzieren und sich um die Belange der Verfassung zu kümmern.
Nachdem 1853 Neuseeland in Provinzen eingeteilt wurde, die einige der Aufgaben des Office übernahmen, wurde das Colonial Secretary's Office zur Verwaltungsschnittstelle zwischen der Regierung und den Provinzen und bekam 1856, als die neuseeländische Regierung mehr Eigenverantwortung übernehmen konnte, einen eigenen Minister zugeteilt. In den nun folgenden Jahren veränderte sich die Aufgabenverteilung der neuseeländischen Behörden durch die Auflösung der Provinzen im Jahr 1876, durch häufige Umorganisationen und durch Neugründungen von Behörden.
Im Jahr 1907 wurde dann schließlich das Colonial Secretary's Office in Department of Internal Affairs umbenannt und erfuhr auch in den Folgejahren ständige Veränderungen in seinen Aufgaben und Neuzuordnungen von Verantwortlichkeiten. Auch mussten Aufgaben durch Neugründungen von neuen Behörden an diese abgeben werden, wie zum Beispiel Aufgaben des Natur- und Denkmalschutzes 1987 an das neu gegründete Department of Conservation oder 1931 die Registrierung von Geburten, Tode und Heiraten an das Department of Justice, um nur einige zu nennen.